# Iúlia Sólntseva
Iúlia Ipolýtivna Sólntseva (en rus: Ю́лия Ипполи́товна Со́лнцева; en ucraïnès: ; Moscou 1901-1989) fou una directora de cinema i actriu soviètica. Juntament amb el seu marit, el cineasta ucraïnès Oleksandr Dovjenko, va feruna gran desena de pel·lícules; primer com a actriu, sobretot al començament, per exemple a les pel·lícules Zemlya (Земля, 1930) o Aelita (Аэлита, 1924), i més endavant com a  productora i directora. Per Póvist polúmianykh lit / Póviest plàmiennykh liet (en ucraïnès: Повість полум'яних літ; en rus: Повесть пламенных лет) va guanyar el premi al millor director al Festival de cinema de Cannes de 1961. Va rebre la distinció d'Artista del Poble de l'URSS (arts escèniques) als anys 80.

## Filmografia[3]

### Actriu
- Aelita (en rus: Аэлита, 1924)
- La venedora de cigarretes de Mosselprom (Papirosnitsa ot Mosselproma) (1924)
- Glazà, kotorye vídeli (1928)
- Zemlya (en ucraïnès i rus: Земля, Zemlià, 1930)

### Directora
- Bukovina, zemlià Ukraïnskaia (1939) - co-dirigida amb Oleksandr Dovjenko
- Xtxors (1939) - co-dirigida amb Oleksandr Dovjenko
- Osvobozhdiéniie (1940) - co-dirigida amb Oleksandr Dovjenko
- La batalla per la nostra Ucraïna soviètica (Bitva za naixu Sovietskuiu Ukraïnu) (1943) - co-dirigida amb Oleksandr Dovjenko
- Pobieda na Pravoberiezhnoi Ukraínie i izgnàniie nemiétskikh zakhvatxikov za predeli Ukraínskikh sovietskikh zemiel (1945) - co-dirigida amb Oleksandr Dovjenko
- Iegor Bulytxiov i drugiie (1953) - co-dirigida amb Boris Zakhava
- Revizory ponevole (1955)
- Poema o mort (1959)
- Póvist polúmianykh lit / Póviest plàmiennykh liet (en ucraïnès: Повість полум'яних літ; en rus: Повесть пламенных лет) (1961)
- Zatxaróvannaia desnà (1964)
- Nezabyvàiemoie (1967)
- Zolotye vorota (1969)
- Takiie vysokiie gory (1974)
- Mir v triokh izmeriéniiakh (1979)